# 内藤政義
内藤 政義（ないとう まさよし）は、日向国延岡藩の第7代藩主。延岡藩内藤家宗家12代。

## 生涯
近江彦根藩主・井伊直中の15男。井伊直弼（直中の14男）の異母弟に当たる。
文政3年（1820年）3月3日に生まれ、彦根での元服後の初名は直恭といった。天保5年（1834年）7月、藩主であった兄・直亮（直中の3男）の招きで、兄・直弼とともに彦根から江戸へ赴く。嗣子のいなかった延岡藩主・内藤政順の養子候補者に挙げられたためである。その結果、選ばれた直恭は政順と養子縁組し、政義と改名した。なお、直弼は翌年8月に彦根へ帰国し、以後は長らく部屋住みとなった。
天保5年（1834年）10月13日、養父・政順の死去により、家督を相続した。同年12月、従五位下能登守に叙任された。藩政においては天保12年（1841年）、嘉永元年（1848年）の相次ぐ飢饉における救済対策、軍制改革、学制改革、新田開発などの改革に従事している。嘉永3年（1850年）、藩校学寮を「廣業館」と改称した。
文久2年（1862年）10月24日、養嗣子の政挙に家督を譲って隠居した。
明治21年（1888年）11月18日に69歳で死去した。

## 系譜
父母
- 井伊直中（実父）
- 中島氏 ー 側室（実母）
- 内藤政順（養父）

正室、継室
- 豊姫、菊姫 ー 溝口直諒の三女（正室）
- 録姫、豊子 ー 立花鑑賢の娘（継室）

養子
- 内藤政挙 ー 太田資始の六男